# Stenopogon hradskyi
Stenopogon hradskyi là một loài ruồi trong họ Asilidae. Stenopogon hradskyi được Lehr miêu tả năm 1963. Loài này phân bố ở vùng Cổ Bắc giới.